# Myrmecodia platytyrea
Myrmecodia platytyrea är en måreväxtart som beskrevs av Odoardo Beccari. Myrmecodia platytyrea ingår i släktet Myrmecodia och familjen måreväxter.

## Underarter
Arten delas in i följande underarter:
- M. p. antoinii
- M. p. platytyrea